# Герб Балаклавського району
Герб Балаклавського району затверджений 20 вересня 2002 р. рішенням Балаклавської районної ради. У рішенні символ названий як «герб міста Балаклави», хоча від 1957 р. Балаклава не існує як окреме місто, а був утворений Балаклавський район у місті Севастополі.
Автори — О. Маскевич, В. Дорошко, В. Коновалов, Ю. Жемойдо та О. Кучер.

## Опис герба
Щит перетинають дві вузькі балки: срібна, із зубцями зверху, і золота, з античним грецьким орнаментом — меандром.
У верхньому червоному полі срібний Георгіївський хрест. Нижнє поле розтяте. У правому синьому полі три срібні риби в правий перев'яз головами догори. У лівому зеленому полі — золоте гроно винограду.

## Значення символів
Меандр — символ грецького минулого Балаклави. 
Срібна зубчаста балка — символ фортеці Чембало. 
Срібний Георгіївський хрест — згадка про Балаклавську битву часів Кримської війни. Крім того, хрест — символ Балаклавського Георгіївського монастиря. 
Три риби — символ назви міста: балик-юве — риб'яче гніздо (тюркською). 
Синій колір — символ моря і неба. 
Золоте виноградне гроно — символ виноробства.